# Сероти
Сероти (пол. Sieroty) — село в Польщі, у гміні Вельовесь Гливицького повіту Сілезького воєводства.
Населення — 481 особа (2011).
У 1975—1998 роках село належало до Катовицького воєводства.

## Демографія
Демографічна структура станом на 31 березня 2011 року:
|          | Загалом | Допрацездатний вік | Працездатний вік | Постпрацездатний вік |
| -------- | ------- | ------------------ | ---------------- | -------------------- |
| Чоловіки | 233     | 41                 | 156              | 36                   |
| Жінки    | 248     | 40                 | 143              | 65                   |
| Разом    | 481     | 81                 | 299              | 101                  |